# Bácskay Julcsa
Bácskay Julcsa, névváltozatok: Bácskai, Havasi, született: Nagy Julianna (Szeged-Palánk, 1861. január 13. – Budapest, Ferencváros, 1945. november 10.) énekesnő (szoprán), színigazgató. 

## Életútja
Nagy Sándor katona és Rontó Julianna leányaként született, 1861. január 14-én keresztelték. Először 1877-ben lépett színpadra Krecsányi Ignácnál, aki két dal éneklése után szerződtette. Itt vette fel a Bácskay művésznevet és ezután mind az operettben, mind népszínműben a magyar vidéki városok kedvencévé lett. A bácskai csalogánynak, a vidék üdvöskéjének hívták. Gyakran szerepelt vidéken, primadonnaként fellépett Újvidék, Pozsony, Székesfehérvár, Győr, Szombathely, Székelyudvarhely színpadain. 1884. május 24-én vendégként lépett fel a budapesti Népszínházban, a Huszárcsínyben Borcsát alakította. 1888 augusztusában az intézmény tagja lett, 1889. október 15-től igazgatóként is működött Máramarosszigeten. Hangjának kelleme s játékának elevensége a legkedveltebb vidéki énekesnők egyikévé tette. Első férje Gfeller Sándor (Zombor, 1860. január 12. – 1887. december) zombori földbirtokos, második férje Micsei (Mácsa) F. György színigazgató volt, akivel 1894. január 20-án kötött házasságot Szabadkán. Bácskay Julcsa ezentúl itt, majd a székesfehérvári-szombathelyi színháznál működött. 1902. november 11-én ünnepelte 25 éves művészi jubileumát Székelyudvarhelyen. 1904. július 4-én nyitotta meg férjével Budapesten a Népligeti Színkört. 1910. január 1-én vonult nyugdíjba, majd 1919-ben megözvegyült. 1924. június 19-én már megvakulva ünnepelte 45 éves jubileumát a budapesti Népligeti Színkörben a Világtalan Finum Rózsi című alkalmi színműben. 1922. január 29-én Kőbányán házasságot kötött Kiss Antal csőszi születésű győri lakatossegéd és művezetővel, majd annak halála után 1925. október 25-én, szintén Kőbányán Simándy Zsigmond színigazgató felesége lett. 1938. szeptember 17-én a Népligeti Műszínkörben ünnepelte férjével együtt 60 éves színészi jubileumát. Ugyanebben az évben a Színművészeti és Filmművészeti Kamara tagjává választották.
Az Újság 1938. december 11-ei száma ezt írja róla Simándy Zsigmond temetése kapcsán: "Bácskay Nagy Juliannát, a régi Népszínháznál  mint Blaha Lujza utódját emlegették. Amikor a kiváló színészházaspár nyugdíjba ment, kibérelte a népligeti színkört, de utóbb a szerencsétlen Bácskay Julcsa teljesen megvakult. A népligeti színkör nagyon rosszul ment és 1932-ben, az akkor 82 éves Simándy és teljesen vak felesége elhatározták, hogy koldulási engedélyért folyamodnak, mert sem a színkör „jövedelméből", sem a havi 12 pengős nyugdíjból nem tudtak megélni."
1945-ben hunyt el, 84 éves korában, halálát bőrrák okozta.

## Fontosabb szerepei
- Manola (Lecocq: Nap és Hold)
- Nanki Poo (Sullivan: A mikádó)